# イングランドの国旗
イングランドの国旗（イングランドのこっき）は、「セント・ジョージ・クロス」 （聖ゲオルギウス十字。St.George's Cross）と呼ばれる白地に赤い十字の旗である。

## 概要

ユニオン・フラッグ（現在）

セント・ジョージ・クロスはイギリスの国旗であるユニオン・フラッグ（ユニオン・ジャック）の一部にもなっているが、現用のイングランド国旗でもある。そのため、FIFAにはイングランド、スコットランド、ウェールズ、北アイルランドの4ヶ国が個別に加盟しているため、セント・ジョージ・クロス旗はFIFA主催のサッカー国際戦に掲げられている。
国旗においては、十字の幅は旗の高さの1/5。旗の縦横比は3対5である。現在のユニオン・フラッグの縦横比は1対2である。
イングランドの地方都市では、“イングランド人の国”としてユニオンジャックではなくこの旗が教会に掲げられることが多い。

## 歴史

赤地に白の旗。当初イングランドが用いたが、後にフランスによって用いられた。

1188年、第3回十字軍を１年後に控え、イングランド王ヘンリー2世、フランス王フィリップ・オーギュスト及びフランドル伯フィリップは各々が使用する十字旗の色を一定にする取り決めを結んだ。この取り決めでは、イングランドは赤地に白、フランスは白地に赤、そしてフランドルは白地に緑の十字とされた。その後、13～14世紀にはイングランドが白地に赤で、フランスは赤地に白へと入れ替わっている。実在が確認される最も古い白地に赤十字のセント・ジョージ・クロスは、盾紋が1249年で旗は1277年である。一方的に変更したイングランドの意向を受けてフランスは対抗上、1375年に赤地に白十字の”旧イングランド王旗”へと切り替えた。ちなみに、フランス王室は1661年にこの白十字旗の赤地部分を青地に変更し、1790年まで民間のフランス船舶旗として正式に活用した。
セント・ジョージ（聖ゲオルギウス）の龍退治伝説の成立は12世紀頃であるが、中世イングランドではセント・ジョージだけでなく、複数の聖人を象徴する旗が使われており、セント・ジョージがガーター勲章の守護聖人になったのは1348年のことである。

## 参考資料
- ホイットニー・スミス『世界旗章大図鑑』平凡社、1977年。
- 辻原康夫『図説国旗の世界史』河出書房新社、2003年。